# サンダウェ族
サンダウェ族（サンダウェぞく、Sandawe）は、タンザニア中央部のドドマ州のチェンバ地区に居住する先住民族である。人口は40,000人（2000年）と推定される。
サンダウェ語は、南アフリカのコエ諸語と同様に、クリック音を使用する声調言語である。

## 起源
コイサン人は元来から最古のヒトのDNA系統を持っていると考えられていたが、サンダウェ族のものはより古いものである。これは、南部のコイサン人が東アフリカに起源を持つことを示唆している。隣接するゴゴ族とは異なり、元はブッシュマンのような集団の子孫と見なされている。
サンダウェ語は、アフリカ南部のコエ語族と共通の祖先を共有している可能性がある。クリック音があり、周囲のバントゥー人は学ぶのが困難である。隣接するクシ諸語の影響はわずかにあるが、隣接するバントゥー諸語との関係は無い。

## 身体的特徴
背が低く、骨が軽く、肌が薄茶色である。また、薄い唇、内眼角冗長皮、老年期の皮膚の過度のしわがあることでも知られている。一部、特に女性は、脂肪臀症の兆候があり、または臀部や尻に脂肪が蓄積される。